# Agne Wärnsund
Sven Agne Wärnsund, född 14 februari 1909 i Kalmar, död 7 augusti 2003 i Stockholm, var en svensk militär (överstelöjtnant).

## Biografi
Wärnsund avlade 1927 studentexamen i Kalmar och 1930 officersexamen. Han befordrades till löjtnant 1934 och kapten 1940, placerad vid Svea trängkår. Wärnsund genomgick Infanteriets skjutskola och Krigshögskolan. Han var aspirant vid generalstabskåren. Åren 1935–1936 tjänstgjorde han som lärare vid trängtruppernas studentkompani. Åren 1938–1939 tjänstgjorde han vid Trängtruppernas officersaspirantskola. Åren 1945–1948 tjänstgjorde han som chef och detachementchef för Göta trängregementes kompani i Nora. Wärnsund ingick i prins Gustaf Adolfs adjutantstab åren 1946–1947. Han är begravd på Lidingö kyrkogård.